# 欧罗尔
欧罗尔，是西班牙加利西亚自治区卢戈省的一个市镇。 总面积142平方公里，总人口1445人（2001年），人口密度10人/平方公里。